# System kursów walutowych

Struktura systemów kursowych stosowanych przez kraje członkowskie Międzynarodowego Funduszu Walutowego w latach 1975- 2012

System (reżim) kursów walutowych – jest to zbiór zasad i narzędzi określających możliwe zmiany kursu walutowego oraz możliwości i zakres wpływu banku centralnego na poziom kursów walutowych.

## Podział
Zgodnie z metodologią Międzynarodowego Funduszu Walutowego można wyróżnić 3 zagregowane grupy systemów kursów walutowych: sztywne, płynne oraz pośrednie.

### Systemy kursu sztywnego
Systemy kursu sztywnego (ang. fixed peg) zakładają związanie waluty krajowej z kursem innej waluty lub koszykiem walut. W ramach systemów kursu sztywnego można wyróżnić następujące systemy:
- izba walutowa (ang. currency board) – zakłada formalne zobowiązanie się do wymiany wybranej waluty obcej po sztywnym kursie. System ten nie dopuszcza pasma wahań kursów,
- unia walutowa (ang. monetary union) – zakłada wspólną walutę grupy państw (np. Unia Gospodarcza i Walutowa),
- system kursu bez własnej waluty (ang. dollarization) – jest to system, w którym waluta innego kraju jest przyjęta za prawny środek płatniczy w danym kraju.

### Systemy kursu płynnego
Systemy kursu płynnego (ang. independent floating) zakładają kształtowanie się poziomu kursu walutowego na rynku (w zależności od popytu na daną walutę / podaży danej waluty). W ramach systemu kursu płynnego można wyróżnić następujące systemy:
- kurs całkowicie płynny (ang. independently floating) – kurs walutowy jest całkowicie uzależniony od sił rynkowych. Ani rząd, ani bank centralny nie podejmują żadnych interwencji na rynku niezależnie od tego na jakim poziomie kształtuje się kurs,
- kierowany kurs płynny (ang. managed floating) – zakłada kształtowanie się poziomu kursu walutowego na rynku, dopuszcza jednak interwencje władz (nie ma ustalonych zasad tych interwencji).

### Systemy kursu pośredniego
Systemy kursu pośredniego zakładają zarówno swobodę, jak i nakładają pewne ograniczenia na kształtowanie się poziomu kursu. Są wykorzystywane przez kraje o niestabilnej sytuacji gospodarczej. W ramach systemu kursu pośredniego można wyróżnić następujące systemy:
- kurs pełzający w pełzającym przedziale wahań (ang. crawling band) – swoboda kształtowania się kursu walutowego jest ograniczona przedziałem wahań, przy czym korekty kursu danej waluty są często dokonywane w oparciu o zmiany wybranych wskaźników (np. poziomu cen),
- kurs stały w przedziale wahań (ang. pegged exchange rate within horizontal bands) - swoboda kształtowania się kursu walutowego jest ograniczona przedziałem wahań,
- kurs stały pełzający (ang. crawling peg) – zakłada okresowe korekty kursu danej waluty, która dokonywana jest w określony sposób, często w oparciu o zmiany wybranych wskaźników (np. poziomu cen),
- umowny kurs stały (ang. conventional pegged arrangement) – zakłada powiązanie waluty krajowej z walutą głównego partnera handlowego (lub koszykiem walut).